# El Mirador, Acatepec
El Mirador är en ort i Mexiko.   Den ligger i kommunen Zapotitlán Tablas och delstaten Guerrero, i den sydöstra delen av landet, 250 km söder om huvudstaden Mexico City. El Mirador ligger 1 868 meter över havet och antalet invånare är 511.
Terrängen runt El Mirador är kuperad åt nordväst, men åt sydost är den bergig. Runt El Mirador är det ganska glesbefolkat, med 42 invånare per kvadratkilometer. Närmaste större samhälle är Acatepec, 11,6 km norr om El Mirador. I omgivningarna runt El Mirador växer huvudsakligen savannskog.